# Gennaro Cassiani

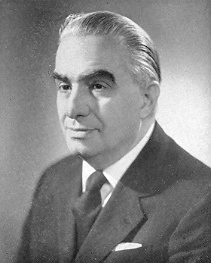
Gennaro Cassiani (1963)

Gennaro Cassiani (* 13. September 1903 in Spezzano Albanese; † 14. Juli 1978 in Rom) war ein italienischer Politiker der Democrazia Cristiana (DC), der 1945 bis 1946 Mitglied des  Nationalkonvents, zwischen 1946 und 1948 Mitglied der  Verfassungsgebenden Versammlung sowie von 1948 bis 1968 Mitglied der Abgeordnetenkammer war. Zeitweilig bekleidete er Ministerämter und war zuletzt zwischen 1968 und 1976 Senator.

## Leben
Der aus Kalabrien stammende Cassiani absolvierte nach dem Schulbesuch ein Studium der Rechtswissenschaften und war danach als Rechtsanwalt tätig.
Noch vor Ende des Zweiten Weltkrieges wurde er am 5. April 1945 für die Democrazia Cristiana in den Nationalkonvent entsandt. Am 14. Dezember 1945 übernahm er sein erstes Regierungsamt, als er durch Ministerpräsident Alcide De Gasperi zum Unterstaatssekretär im Ministerium für Arbeit und Sozialversicherung  in dessen erstes Kabinett berufen wurde. Diese Funktion bekleidete er auch im Kabinett De Gasperi II bis zum 2. Februar 1947. Bei den ersten Wahlen am 2. Juni 1946 wurde er für die DC im Wahlkreis XXVIII Catanzaro in die Verfassungsgebende Versammlung gewählt, der er bis zum 31. Januar 1948 angehörte. Bei den Wahlen vom 18. April 1948 zog er erstmals in die Abgeordnetenkammer ein, in der er bis zum 4. Juni 1968 mehr als zwanzig Jahre lang die Interessen der Provinz Catanzaro vertrat.
Im fünften Kabinett De Gasperi fungierte er zwischen dem 27. Mai 1948 und dem 27. Januar 1950 als Unterstaatssekretär im Justizministerium sowie später vom 27. Juli 1951 bis zum 18. Januar 1954 als Unterstaatssekretär im Schatzministerium im siebten, achten Kabinett De Gasperi sowie im Kabinett Pella, wobei er in dieser Funktion im siebten Kabinett De Gasperi zwischen dem 27. Juli 1951 und dem 16. Juli 1953 verantwortlich für die Kriegsschäden war.
Ministerpräsident Amintore Fanfani berief Cassiani am 18. Januar 1954 in dessen erstes Kabinett in sein erstes Ministeramt, und zwar zum Minister für Post und Telekommunikation. Dieses Ministeramt übte er bis zum 6. Juli 1955 auch im Kabinett Scelba aus. Im Anschluss war er zwischen dem 6. Juli 1955 und dem 1. Juli 1958 Minister für due Handelsmarine im ersten Kabinett Segni sowie im Kabinett Zoli. Während der dritten Legislaturperiode war er dem 30. September 1960 und dem 15. Mai 1963 Vorsitzender des Justizausschusses der Abgeordnetenkammer.
Kurz vor seinem Ausscheiden aus der Abgeordnetenkammer zog Cassiani für die DC bei den Wahlen vom 19. April 1968 in den Senat ein und vertrat dort bis zum 4. Juli 1976 die Interessen der Region Kalabrien. Zu Beginn dieser fünften Legislaturperiode war er zwischen dem 24. Juli 1968 und dem 24. Februar 1972 Vorsitzender des Ständigen Senatsausschusses für Justiz. Im Anschluss bekleidete er vom 17. Februar bis zum 24. Juni 1972 im ersten Kabinett Andreotti abermals das Amt des Ministers für die Handelsmarine.
Bei den Parlamentswahlen 1976 trat er nicht mehr an. Cassiani verstarb am 14. Juli 1978 in Rom.